# Vlag van Zevenwouden

Vlag van Zevenwouden

De vlag van Zevenwouden bestaat uit:
Vijftien afwisselend witte en groene blokken verdeeld over drie evenhoge banen; het eerste blok is daarbij wit.
De kleuren van de vlag zijn ontleend aan het gemeentewapen.
In een Friese kroniek uit 1609 meldt een ander soort vlag:
Wit, met van wit, geel en groen de Heilige Michael met de draak.
De heilige met de weegschaal om de zielen te wegen, en de lans waarmede hij het ongeloof, in de vorm van een monster, bestreed. Waarschijnlijk heeft deze vlag geen andere dan legendarische waarde.

## Verwante afbeeldingen

Wapen van Zevenwouden